# Pizzone
Pizzone – miejscowość i gmina we Włoszech, w regionie Molise, w prowincji Isernia.

## Demografia
Według danych na rok 2004 gminę zamieszkiwało 328 osób, 9,9 os./km². W 2019 liczba ludności wynosiła 303, w tym 163 mężczyzn i 140 kobiet.